# 부산 복천사 현왕도 및 복장유물
부산 복천사 현왕도 및 복장유물 일괄(釜山 福泉寺 現王圖 및 服藏遺物 一括)은 부산광역시 영도구 신선동 복천사에 있는 현왕도 및 복장유물이다. 2007년 9월 7일 부산광역시의 문화재자료 제39호로 지정되었다.

## 개요
현왕도는 사람이 죽어서 3일 후에 받는 심판을 주재하는 현왕을 중심으로 묘사한 불화이다. 현왕은 염마왕(閻魔王)을 여래화 시킨 것으로 법당 안의 현왕단에 봉안되는데, 현왕단은 대체로 약사전(藥師殿)에 봉안하는 경우가 많다.
액자형의 이 탱화는 액자 뒷면 중앙에 높이 9.5㎝, 가로 12.0㎝, 폭 3.0㎝ 크기의 네모난 틀이 있고, 그 안에 후령통을 싸는 황색비단보자기를 비롯한 복장물을 봉안하고 있다.
복장품목으로는 후령통을 싸는 황색비단보자기를 비롯하여 한지 위에 그린 팔엽대홍연지도(八葉大紅蓮之圖), 진언지(眞言紙) 3매, 준제구자천원지도(准提九字天圓之圖), 열금강지방지도(列金剛地方之圖), 오륜종자도(五輪種子圖), 그리고 오색실(五色絲)과 오보병(五寶甁) 및 내용물, 역시 한지로 만든 우산 모양의 오산개(五傘蓋)와 양면원경(兩面圓鏡) 등 오경(五鏡)이 발견되었다.
화면 중앙에는 현왕을 중심으로, 좌우 앞쪽 전면에 판관, 녹사, 사자, 동자 등 6위(位)씩 모두 12위의 존상이 대칭을 이루며 시립(侍立)하고 있다.
본존은 용두(龍頭) 장식이 있는 의자에 앉아 있고, 본존 앞으로는 나무 결 느낌을 그대로 살린 책상이 놓여져 있다. 책상 위에는 벼루와 붓, 두루마리 문서가 올려져 있고, 아랫부분으로 커튼이 드리워져 있다.
배경에는 3곡 병풍이 둘러져 있는데 병풍의 바탕은 황색을 베풀고, 담먹(淡墨)으로 독수리와 소나무를 그려 넣고 백색으로 음영을 표현하였다. 이러한 표현은 같은 시기의 화조도에서도 유사한 모습을 볼 수 있다.
본 현왕도는 조성 시기가 다소 늦은 근대에 제작된 것으로 판단되나, 보존 상태가 비교적 양호할 뿐 아니라 특히, 복장물이 비교적 온전한 상태로 발견되어 불화 연구에 자료적 가치를 지닌 문화재로 평가된다.

## 참고 문헌
- 복천사현왕도및복장유물일괄 - 국가유산청 국가유산포털